# Nižná (Trnava)
Nižná é um município da Eslováquia, situado no distrito de Piešťany, na região de Trnava. Tem 8,05 km² de área e sua população em 2018 foi estimada em 548 habitantes.

## Demografia
| Ano:        | 1994 | 2004   | 2014   | 2024   |
| ----------- | ---- | ------ | ------ | ------ |
| Broj ljudi: | 507  | 517    | 550    | 552    |
| Razlika:    |      | +1,97% | +6,38% | +0,36% |

| Ano:               | 2023 | 2024   |
| ------------------ | ---- | ------ |
| Número de pessoas: | 546  | 552    |
| Diferença:         |      | +1,09% |